# 풋웨어

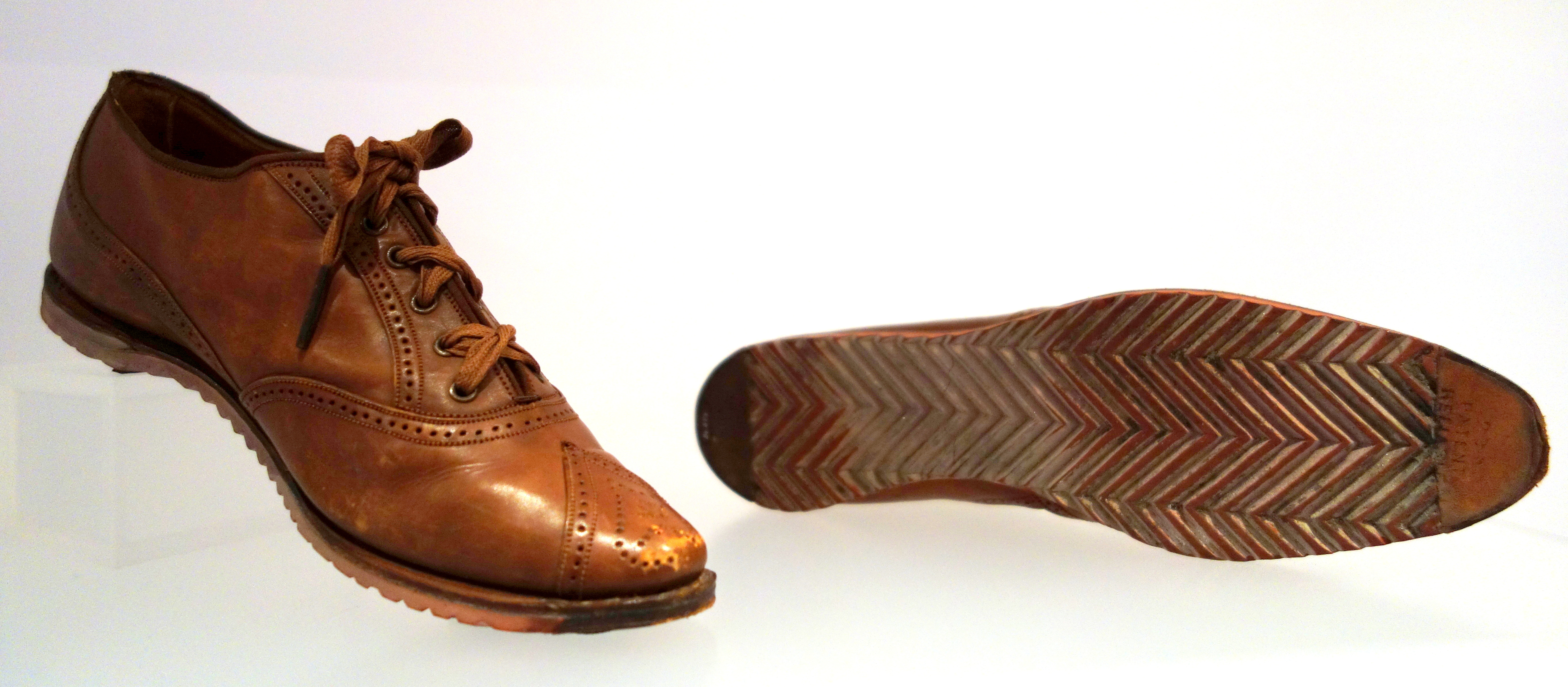
신발

풋웨어(footwear)는 발에 신는 신발, 양말 등을 통틀어 이르는 말이다.

## 종류
- 고무신
- 구두
- 꽃신
- 나막신
- 니 삭스
- 다비
- 단화
- 당혜
- 덧신
- 등산화
- 롤러 스케이트
- 메리 제인
- 모카신
- 뮬
- 미투리
- 발레화
- 발싸개
- 버선
- 부츠
- 샌들
- 설피
- 스니커즈
- 스케이트
- 스타킹
- 스틸레토 힐
- 슬리퍼
- 슬링백
- 신발
- 암벽화
- 야구화
- 양말
- 오리발
- 우아라체
- 운동화
- 웨지힐
- 인라인 스케이트
- 전투화
- 젤리 슈즈
- 조리
- 죽마
- 지카타비
- 짚신
- 축구화
- 크램펀
- 토슈즈
- 패턴
- 펌프스
- 풀렌
- 플랫폼 슈즈
- 플립플롭스
- 하이톱
- 하이힐

## 사진

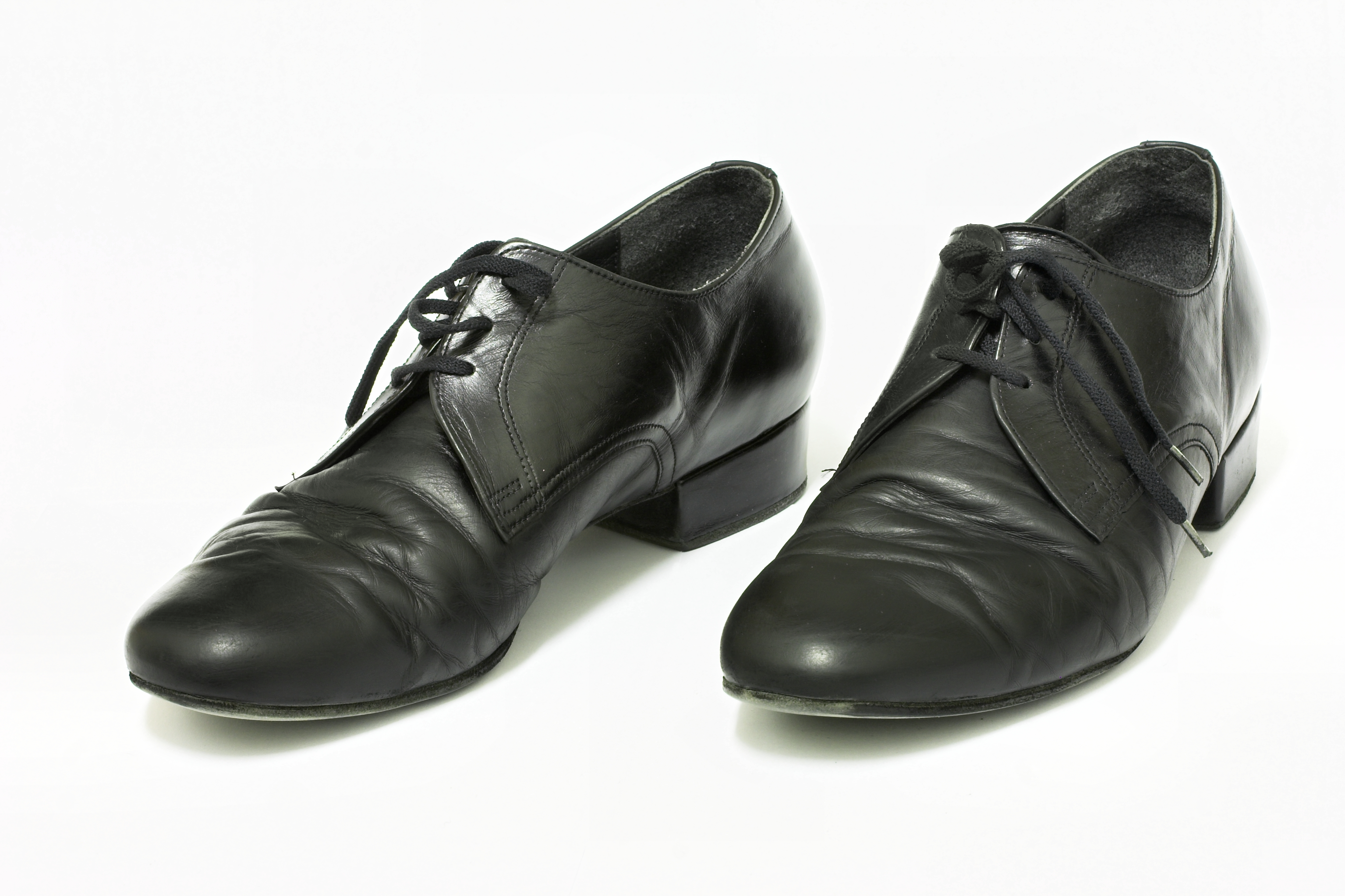
구두
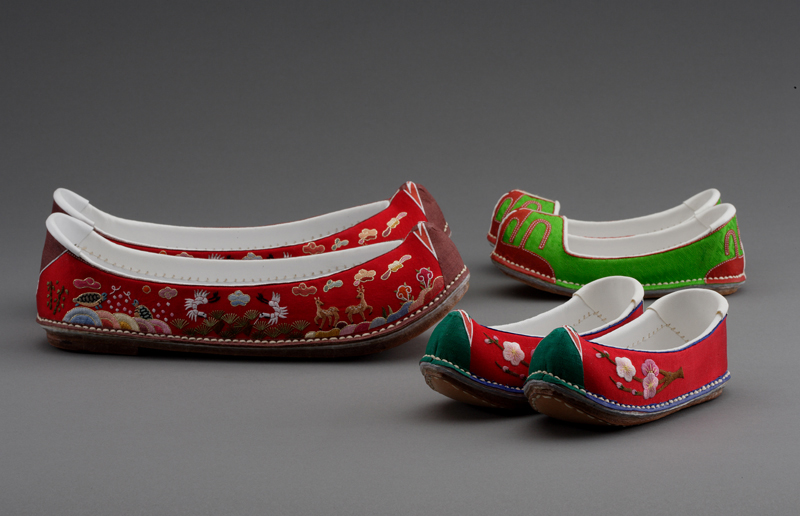
꽃신
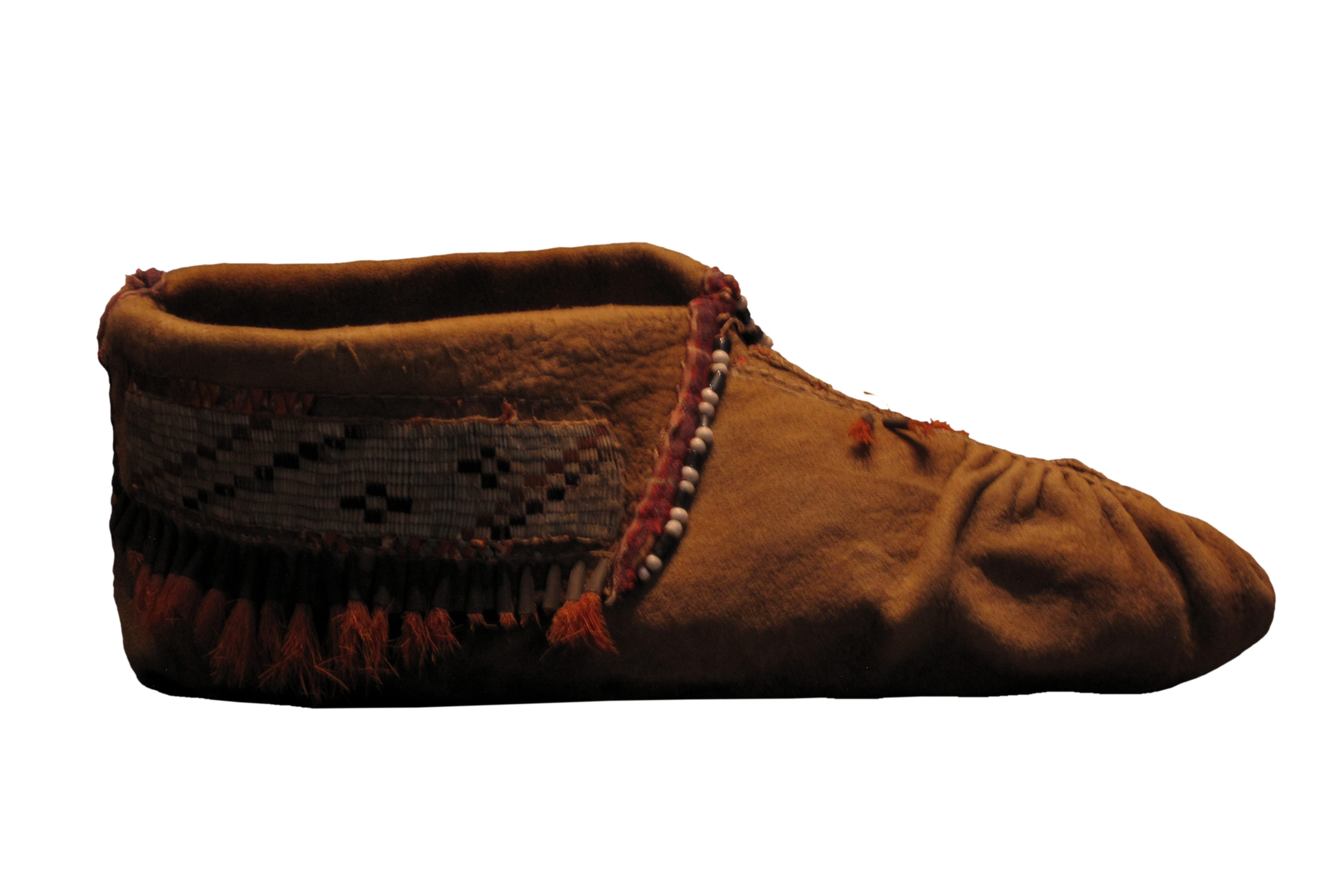
모카신
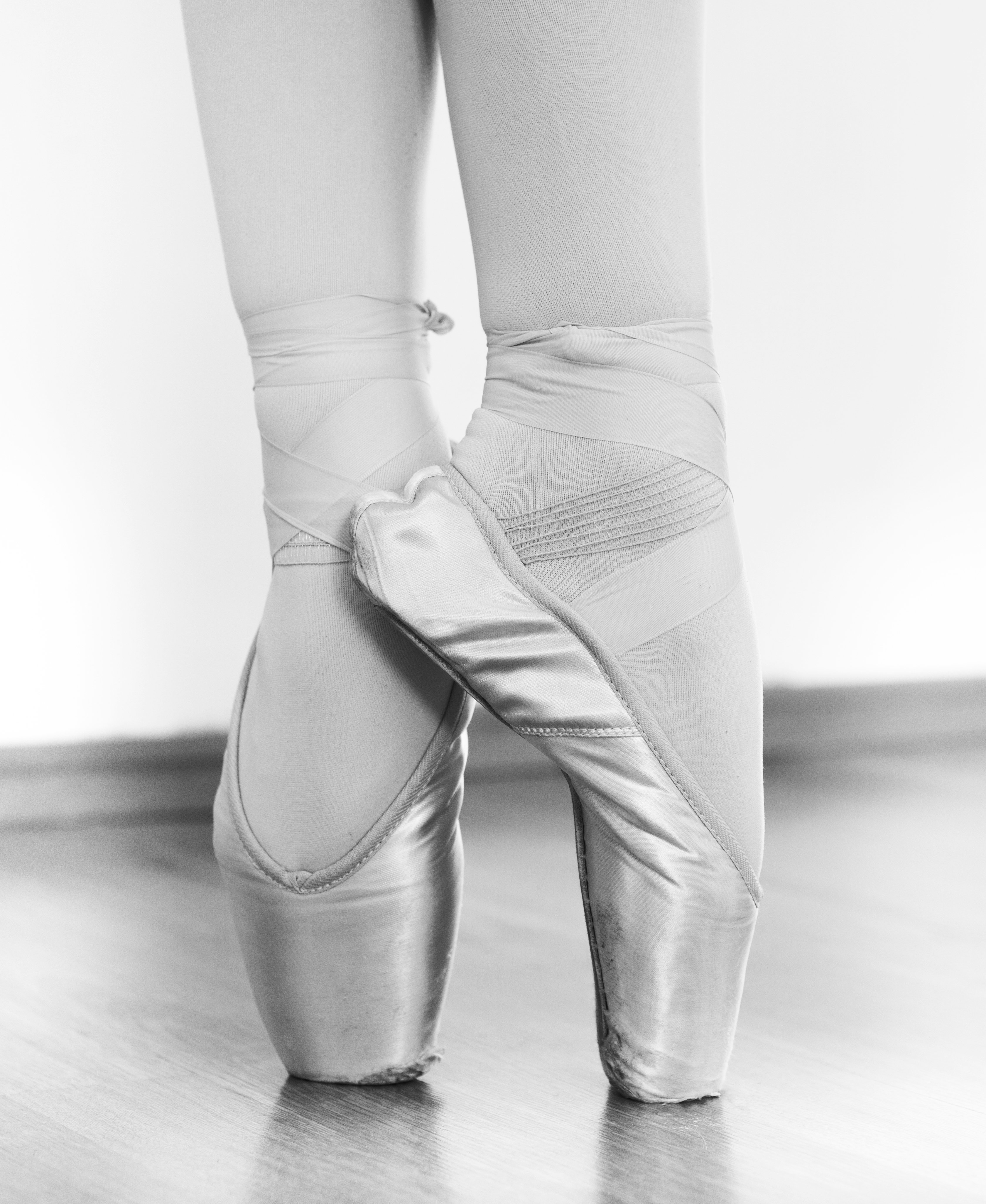
발레화
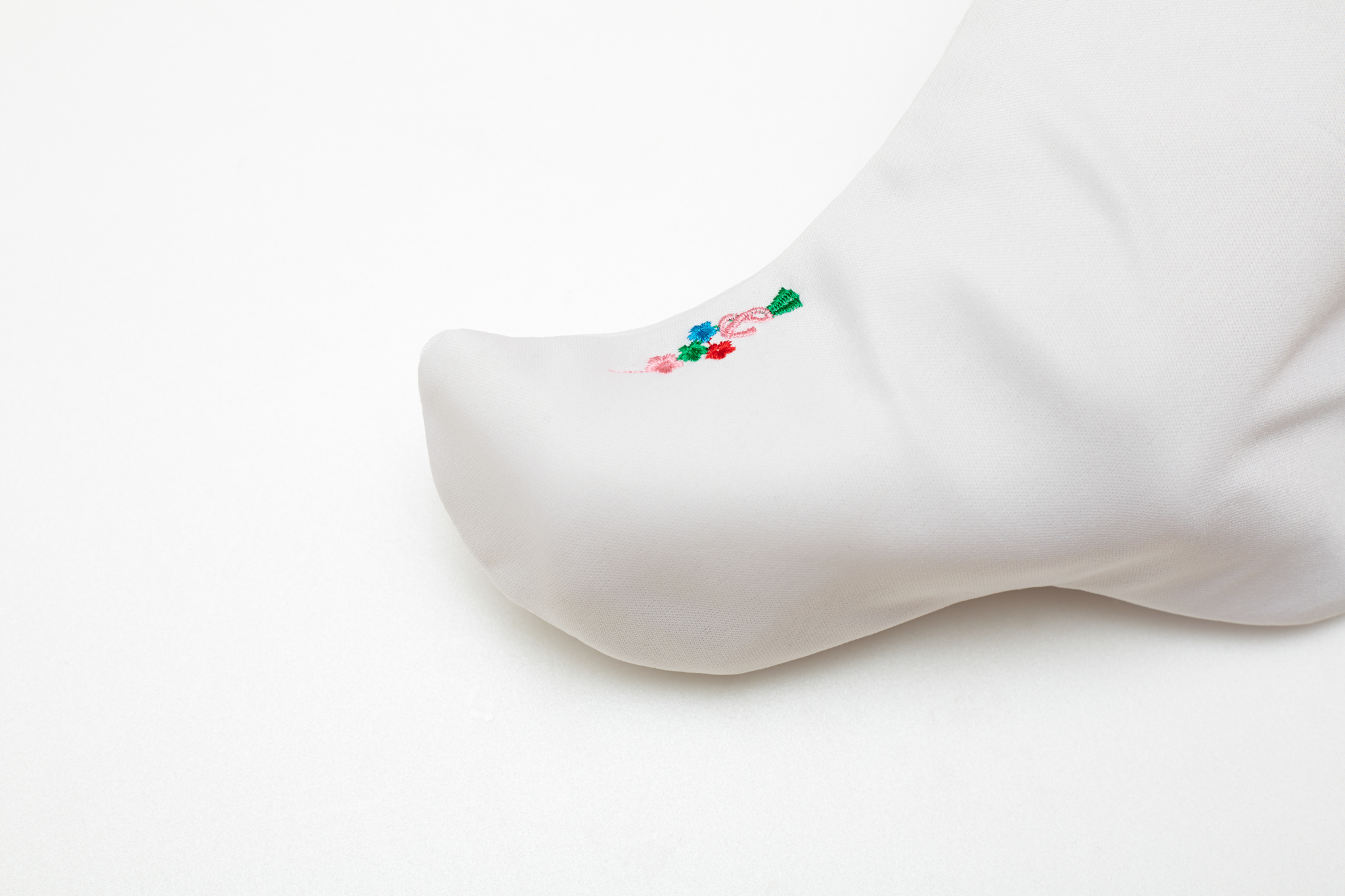
버선
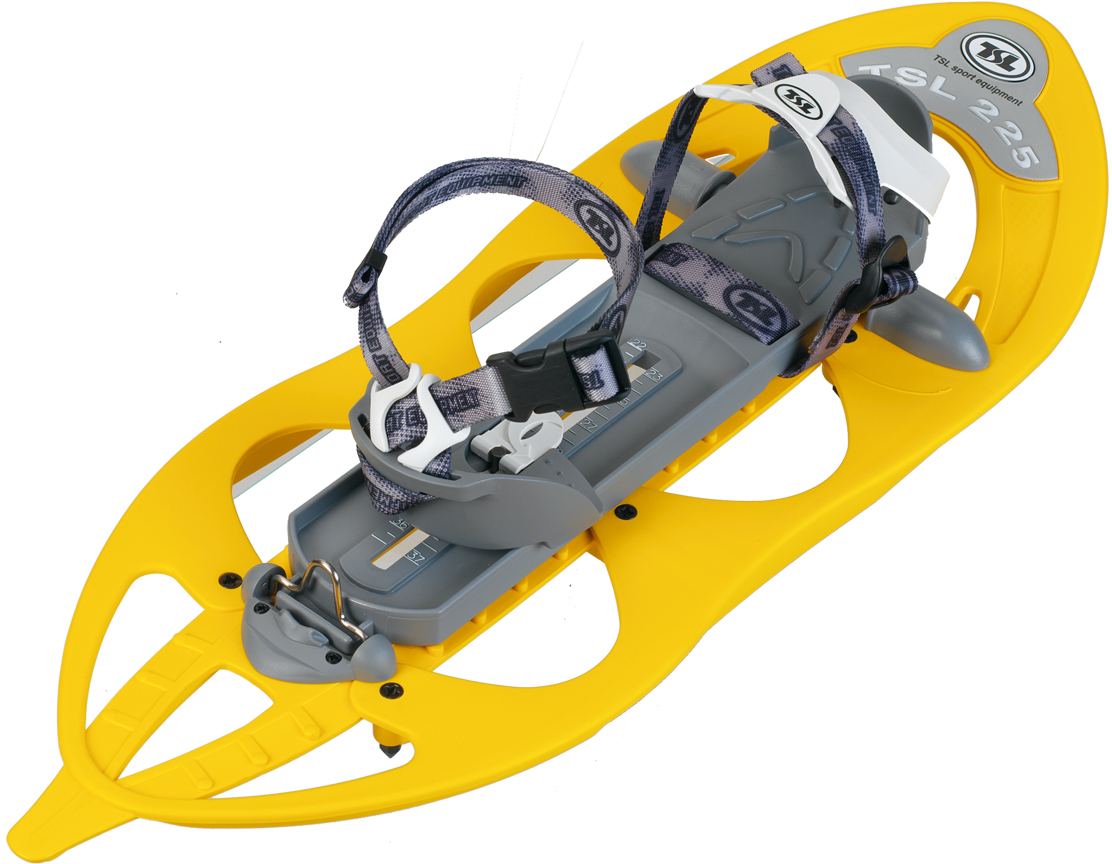
설피
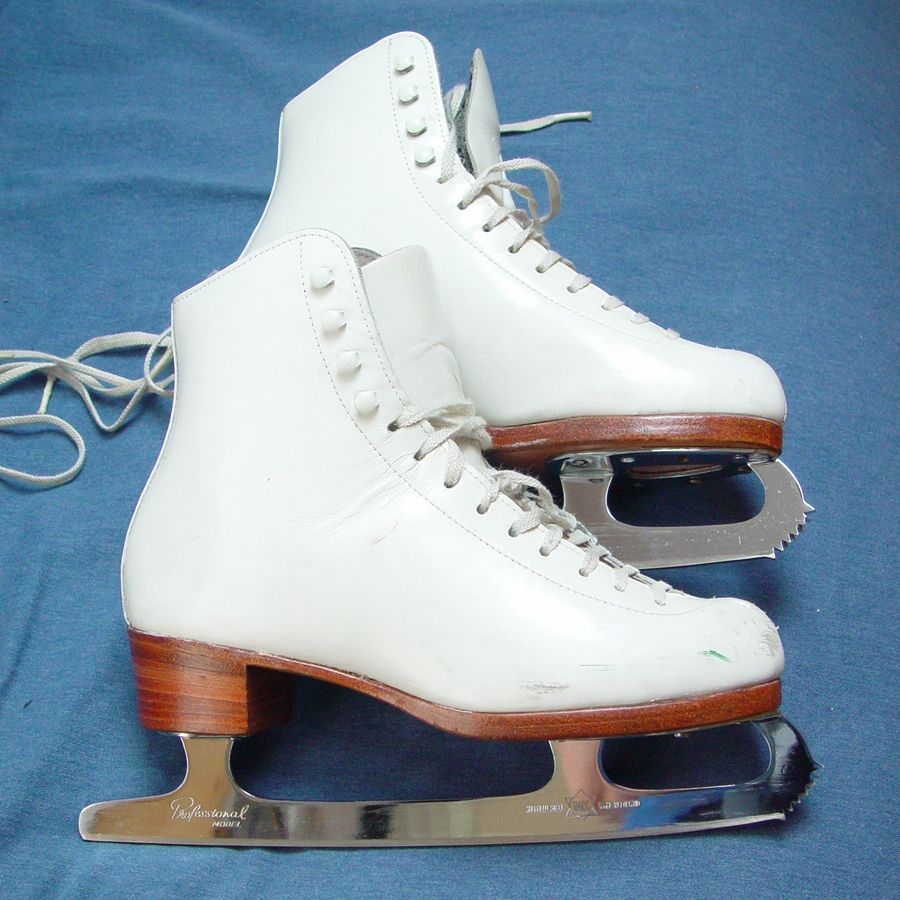
스케이트
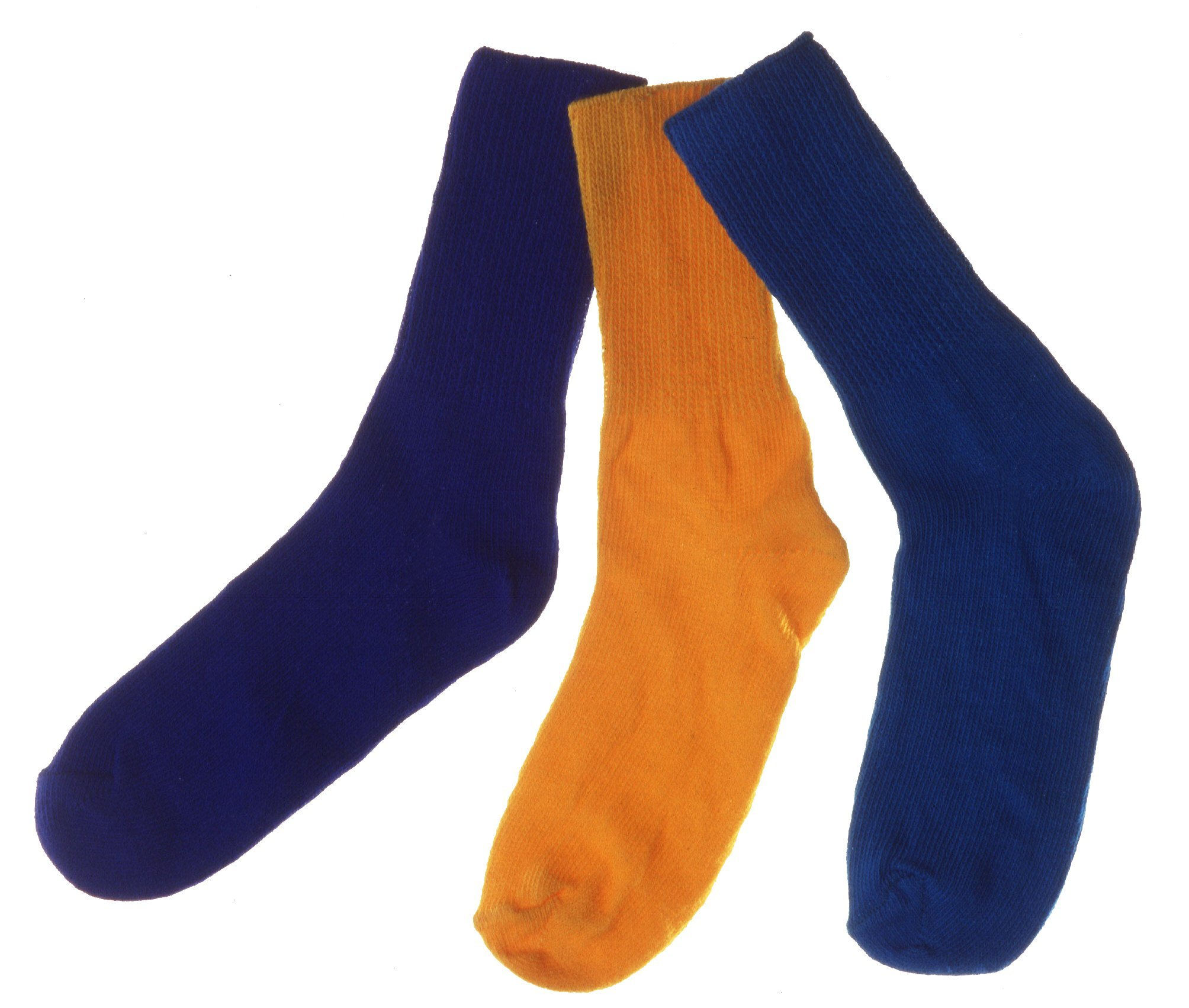
양말
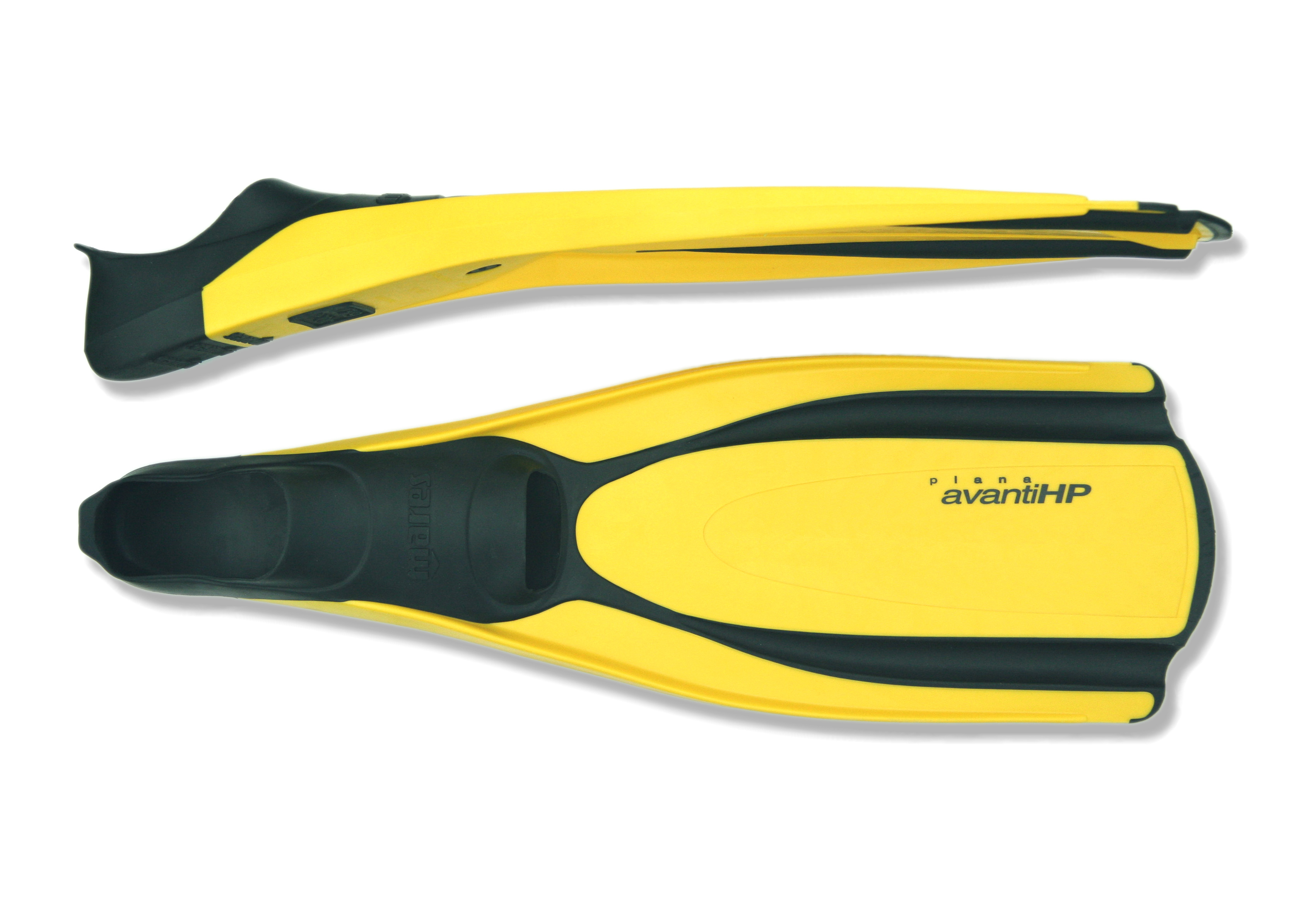
오리발

## 같이 보기
- 신발 크기
- 신발